# ليمين ماركوبولو (أتيكي)
ليمين ماركوبولو (Λιμήν Μαρκοπούλου) هي مدينة صغيرة و ميناء ، 7 كيلومترات شرق ماركوبولو في إقليم أتيكا في اليونان.